# (3087) Beatrice Tinsley
(3087) Beatrice Tinsley est un astéroïde de la ceinture principale.

## Description
(3087) Beatrice Tinsley est un astéroïde de la ceinture principale. Il fut découvert le 30 août 1981 à Lac Tekapo par Alan C. Gilmore et Pamela M. Kilmartin. Il présente une orbite caractérisée par un demi-grand axe de 3,08 UA, une excentricité de 0,11 et une inclinaison de 19,8° par rapport à l'écliptique.

## Étymologie
Cet astéroïde est nommé en l'honneur de Beatrice Tinsley.

## Compléments